# Антропов Микола Павлович
Микóла Па́влович Антрóпов (нар. 30 листопада 1950, Мінськ) — білоруський славіст, етимолог, етнолінгвіст, діалектолог, фольклорист, кандидат філологічних наук з 1983, доцент з 2008, автор біля 250 опублікованих наукових праць.

## Освіта
У 1968—1971 рр. навчався на філологічному факультеті Білоруського державного університету на спеціальності «Філолог. Викладач російської мови та літератури». Під час навчання в університеті почав займатися науковими дослідженнями в спецсемінари під кер. проф. М. Г. Булахова. У 1971 р. опублікував першу наукову працю, брав участь у студентських наукових конференціях. Після служби у війську (1973—1975 рр.) повернувся на філологічний факультет, де працював викладачем катедри російської мови (1975—1979, 1983—1984 рр.).

## Науково-дослідча діяльність
1979—1982 рр. — навчання в аспірантурі при катедрі загального та слов'янського мовознавства (наук. кер. — проф. А. Є. Супрун).
1983 р. — захист кандидатської дисертації «Назви птахів в білоруській мові на загальнослов'янському тлі» (рос. «Названия птиц в белорусском языке на общеславянском фоне») за спеціальністю 10.02.03 «Слов'янські мови».
1984 — молодший науковий співробітник, 1986—1991 — старший науковий співробітник у Науковій лабораторії білоруського фольклору та діалектології у катедрі білоруської літератури філологічного факультету БДУ. Почав збір польових матеріалів згідно з етнолінгвістичною програмою для «Білоруського фольклорно-етнолінгвістичного атласу» (БФЭЛА), значна кількість яких була опрацювана, картографована та видана в кількох серіях наукових праць. Тоді почав співпрацю з сектором етнолінгвістики та фольклору Інституту слов'янознавства Російської академії наук (РАН) та його тодішнім керівником — академіком, заснувальником Московської етнолінгвістичної школи М. І. Толстим. Значна кількість матеріалів, зібраних на білоруському Поліссі, зберігається у Поліському архіві Інституту слов'янознавства РАН.
До 1993 р. керував семінаром «Актуальні проблеми східнослов'янської етнолінгвістики» на філологічному факультеті БДУ. Під час семінару було підготовлено та захищено біля 35 дипломних проєктів з етнолінгвістичної проблематики.
1979—1982 рр. — керівник відділу діалектології та лінгвістичної географії Інституту мовознавства ім. Я. Коласа Академії наук БРСР. Брав активну участь у розробці концепції видання та підготовки перших томів «Лексичного атласу білоруських народних говірок» (ЛАБНГ) (1993—1998). Розробив 16 карт (частина у співпраці) для другого тому «Сільське господарство».
2000—2001 — старший науковий співробітник відділу славістики та теорії мови Інституту мовознавства ім. Я. Коласа Національної академії наук Білорусі, з 2004 — головний науковий співробітник.
2000—2001 — доцент катедри російської мови на Університеті у Кайсері (Туреччина).
2005—2017 — керівник відділу славістики та теорії мови Інституту мовознавства ім. Я. Коласа Національної академії наук Білорусі.
З 2019 — головний науковий співробітник сектору етнолінгвістики та фольклору відділу славістики та теорії мови Інституту мовознавства ім. Я. Коласа Національної академії наук Білорусі.
Як науковий керівник підготував чотирьох кандидатів наук; керував працею кількох аспірантів відділу славістики та теорії мови; неодноразово виступав як офіційний опонент із захисту кандидатських дисертацій. Протягом кількох років працював головою державних комісій на філологічному факультеті БДУ, приймав іспити у магістрів та аспірантів. Виступав із лекціями в Університеті Масарика, Віденському, Люблінському, Тартуському університетах, Інституті латиської мови Латвійської академії наук.

## Участь у вітчизняних та міжнародних колективних наукових проектах
З 2000 р. входить до складу авторського колективу «Етимологічного словника білоруської мови» (білор. «Этымалагічны слоўнік беларускай мовы»), який за роки відновлення праці над словником підготовив 10–14 тт. (2014—2017 рр.); з 11 т. (2006 р.) є відповідальним редактором словника.
Брав участь в ІХ (Київ, Україна; 1983 р.), XIV (Охрид, Північна Македонія; 2008 р.), XV (Мінськ, Білорусь; 2013 р.) та XVІ (Белград, Сербія; 2018 р.) з'їздах славістів; кількох Міжнародних конгресах білорусистів; великих наукових конференціях ряду заміжних університетів та академій наук європейських країн; традиційних етнолінгвістичних конференціях «Толстовські читання» у Ясної Поляні (Росія) та інш.
Брав активну участь у підготовці та проведенні XV (Мінського) з'їзду славістів, входив до складу організаційного та програмного комітетів. У рамках підготовки видань до з'їзду як упорядник і відповідальний редактор взяв участь у підготовці та виданні збірника «Білоруська мовознавча славістика на з'їздах славістів» (білор. «Беларуская мовазнаўчая славістыка на з'ездах славістаў») (2013 р.), для якого написав також передмову (разом з Г. О. Цихуном).
З 2008 р.є членом етимологічної, етнолінгвістичної та фольклористичної комісій при Міжнародному комітеті славістів (МКС); з 2010 р. — комісії «Загальнослов'янського лінгвістичного атласу» при МКС. На XVI з'їзді славістів у Белграді обраний головою етимологічної комісії.
Є членом редколегій журналу «Білоруська лінгвістика» (білор. «Беларуская лінгвістыка») та щорічного альманаху «Білоруський фольклор» (білор. «Беларускі фальклор»), штатним рецензентом періодичного видання «Вісник Білдержуніверситету. Серія 4: Філологія. Журналістика. Педагогіка»; штатним закордонним рецензентом польських періодичних видань: «Studia z Filologii Polskiej i Słowiańskiej» (Варшава), «Etnolingwistyka» (Люблін) і «Socjolingwistyka» (Краків).
2014—2019 рр. — керував спільними білорусько-польськими науковими проєктами «використання етимологічних даних в етнолінгвістичних дослідженнях» і «дослідження семантичної мотивації в білоруській і польській мовах в діахронічному діапазоні» разом з професором Інституту славістики Польської академії наук М. Якубович (Краків). В результаті їх виконання з'явився ряд публікацій учасників проєкту у вітчизняній та закордонній науковій пресі.

## Найважливіші праці
- «З лексики російської говірки села Дубовий Лог Добруського р-ну Гомельської обл.»[2] (рос. «Из лексики русского говора села Дубовый Лог Добрушского р-на Гомельской обл.», 1971);
- Білорусько (полісько)-болгарське етнолінгвістичне відповідності в області плювіальної магії (болг. Белоруско (полеско)-български етнолингвистични съответствия в областта на плувиалната магия, 1989);
- Етнолінгвістичні можливості аналізу фольклорного тексту (білор. Этналінгвістычныя магчымасці аналізу фальклорнага тэксту, 1996);
- Білоруські етнолінгвістичні етюди: 1. колода / колодка[3] (рос. Белорусские этнолингвистические этюды: 1. колода / колодка, 1998);
- Про етнолінгвістичну еквівалентність у слов'янських неконтактуючих ареалах (білорусько-словацький аспект) (білор. Аб этналінгвістычнай эквівалентнасці ў славянскіх некантактуючых арэалах (беларуска-славацкі аспект), 2004);
- Кодова структура білоруських обрядів і ритуалів, пов'язаних з викликанням дощу (рос. Кодовая структура белорусских обрядов и ритуалов, связанных с вызыванием дождя, 2004).